# Shukri Ghanem
Shukri Muhammad Ghanem (arabiska: شكري محمد غانم, Šukrī Muḥammad Ġānim), född 9 oktober 1942 i Tripoli, död 29 april 2012 i Wien, Österrike, var en libysk politiker. Han var Libyens regeringschef mellan 2003 och 2006. Därefter tjänstgjorde han som oljeminister från mars 2006 fram till det libyska inbördeskriget 2011.
I maj 2011 flydde Ghanem till Tunisien.
Därefter flydde han till Österrike, och den 29 april 2012 påträffades han död i floden Donau.